# Marcel Dionne
Marcel Dionne (Drummondville, 3 agosto 1951) è un ex hockeista su ghiaccio canadese, considerato uno dei più prolifici attaccanti della storia della NHL, e membro della Hockey Hall of Fame dal 1992.

## Biografia
Scelto dai Detroit Red Wings nel 1971, giocherà con loro fino al 1975, quando passò ai Los Angeles Kings, di cui divenne una bandiera. Chiuse la carriera ai New York Rangers, dove si era trasferito poco prima del termine della stagione regolare 1986-1987.
Non riuscì mai a vincere la Stanley Cup, cosa invece riuscita al più giovane e meno quotato fratello Gilbert.

## Palmarès

### Nazionale
- Canada Cup: 1976
- Campionato del mondo di hockey su ghiaccio: 3 medaglie di bronzo (1978, 1983, 1986)

### Individuali
- Lady Byng Memorial Trophy: 1974-1975, 1976-1977
- Lester B. Pearson Award: 1978-1979, 1979-1980
- Art Ross Trophy: 1979-1980
- Hockey Hall of Fame: 1992